# Ludwigshöhe
Pour les articles homonymes, voir Ludwigshöhe (homonymie).
La Ludwigshöhe (pron. all. API : [lʊtvɪçshø:ə]) est un sommet des Alpes situé à 4 342 m dans le mont Rose.

## Toponymie
La montagne a été nommée d'après le roi Louis IX (en allemand Ludwig) par le topographe allemand Franz Ludwig von Welden lors de sa première réalisée le 25 août 1822, jour de la Saint-Louis.

## Géographie
La Ludwigshöhe est située à la frontière entre l'Italie et la Suisse, le long de la ligne de crête qui mène du Liskamm à la pointe Gnifetti. Du côté italien, elle s'écarte d'une crête qui descend vers la tête Noire (4 322 m), la pyramide Vincent (4 215 m) et la pointe Giordani (4 046 m). Elle possède deux versants totalement différents : doux et enneigé côté suisse, beaucoup plus abrupt côté italien, vers Alagna Valsesia.